# Futro (heraldyka)
Futro – w heraldyce trzecia obok metali i emalii grupa tynktur. W przypadku futer nie obowiązuje zasada alternacji (czyli niekładzenia barwy na barwę i metalu na metal). Futra można dowolnie kombinować z innymi futrami, z metalami i emaliami.

## Futro zwykłe / kuśnierka
fr. vair au naturel
ang. vair bellies
Futro zwykłe czyli kuśnierka jest pokryciem pola lub figury futerkami bliżej  nieokreślonych małych zwierząt. Pierwotnie były to futerka np. wiewiórek, popielic, łasic itp. Jako, iż futra te z pewnej nawet niewielkiej odległości trudno było odróżnić, przyjęło się w heraldyce ogólne określenie futra zwykłego.
Wyjątek stanowią futro gronostajowe opisane poniżej oraz sobolowe, które to stało się pod francuską nazwą sable synonimem tynktury czarnej.

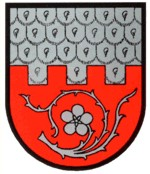
Futro zwykłe w herbie austriackiej gminy Hart-Purgstall w kraju związkowym Styria
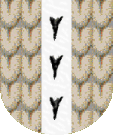
Futro gronostajowe naturalne w herbie austriackiego miasta Bregencji
Futro zwykłe w herbie kraju związkowego Austrii Burgenland
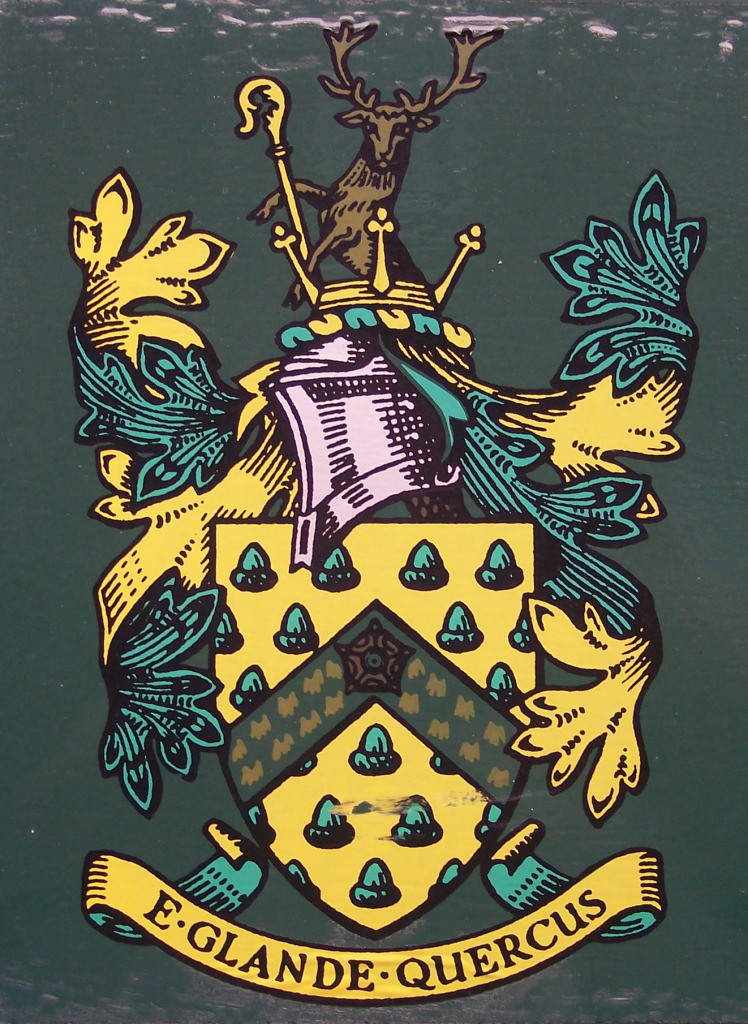
Futro zwykłe w herbie angielskiego miasta Wokingham. (Krokiew pokryta futrem zwykłym)
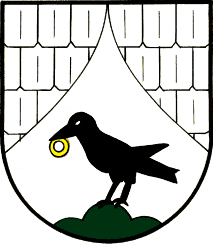
Futro zwykłe w herbie austriackiej gminy Sankt Oswald bei Plankenwarth
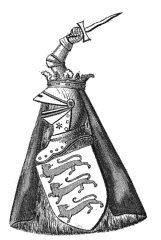
Kuśnierka na wewnętrznej stronie labr

## Futro gronostajowe
fr. hermine
ang. ermine
W odróżnieniu od innych futer futro gronostajowe stało się samodzielną tynkturą. Można je przedstawiać w postaci naturalnej lub w postaci stylizowanych czarnych ogonków na srebrnym podłożu. Obie te formy są sobie tożsame. Oprócz tego istnieje wiele barwnych odmian postaci stylizowanej.

Futro gronostajowe w herbie Bretanii
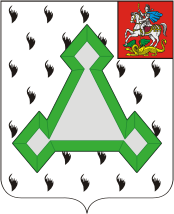
Futro gronostajowe naturalne w herbie rejonu wołokołamskiego
Futro gronostajowe w herbie francuskiej gminy Ambérieu-en-Bugey
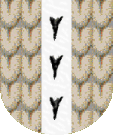
Futro gronostajowe naturalne w herbie austriackiego miasta Bregencji
Barwna odmiana futra gronostajowego w herbie francuskiego miasta Sonchamp

## Futro vair
fr. i ang. vair
Pierwowzorem futra vair były najprawdopodobniej skrawki futerek popielic luźno poprzyczepianych do tarczy. Skrawki te mogły być również farbowane. Od farbowanych futerek wywodzą się furta vair o innym niż srebrno-niebieskim ubarwieniu. W wyniku dalszego rozwoju różnych rodzajów podziałów pól tarczy zaczęto i podziały innymi liniami zaliczać do futer typu vair. Starszą odmianą jest vair z dzwonków o zarysie w postaci łuków zwana vairem antycznym.

Futro vair w herbie francuskiego miasta Sonchamp
Futro vair w herbie szwajcarskiej gminy Waldenburg
Pierwotna forma futra vair (vair antyczny)
Barwna odmiana futra vair
Futro vair na opak
Futro vair na przemian
Futro vair w słup
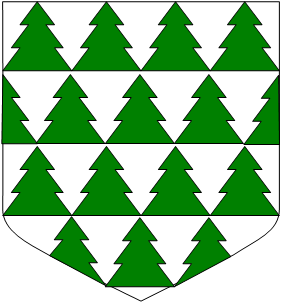
Futro vair z jodełek jako przykład futra vair z innymi liniami podziału pola
Vair ukośny w herbie rodu Mignianelli
Więcej niż dwie barwy − vair pstry

## Futro z łusek (papelone)
fr. papelonné
ang. scaly / escaillé
Futro z łusek lub ... w łuskę oznacza wzór przypominający pokrycie łuską. Bez nazwania barwy przyjmuje się domyślnie tło srebrne. W przypadku łuski dwubarwnej blazonuje się najpierw barwę łuków samych będących tu figurą zaszczytną, a następnie główną barwę czyli barwę samej łuski.

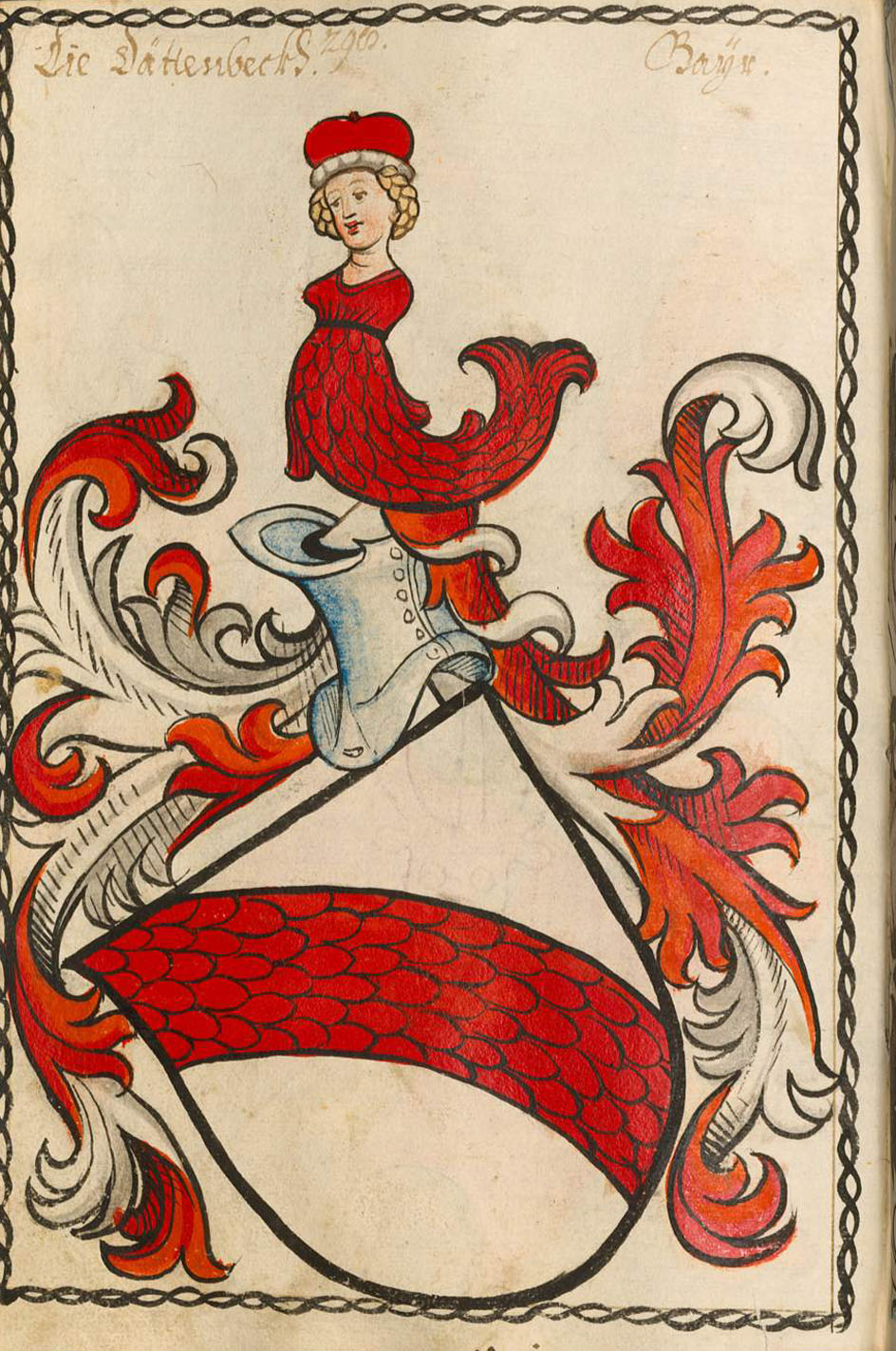
Przykład z Herbarza Scheiblerów
Futro papelone złoto-czerwone w herbie francuskiego rodu Châteaubriant
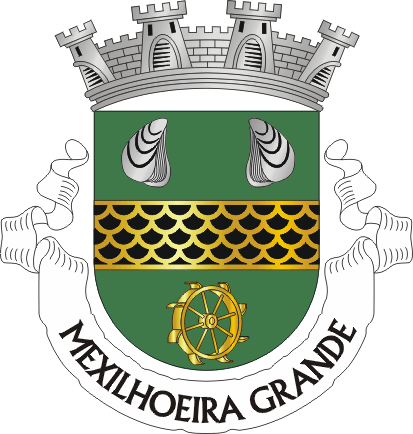
Futro papelone złoto-czarne w herbie portugalskiej gminy Mexilhoeira Grande
Przykład w herbie wsi Chmielno w woj. pomorskim
a także w herbie francuskiej miejscowości Kervignac

## Futro z piór (plumete)
fr. plumeté
ang. plumetty
Plumete oznacza pokrycie figury szachownicą ukośną z piór naturalnych lub stylizowanych. Forma naturalna i stylizowana czarno-srebrna są tożsame.
U form stylizowanych można również używać różnych kombinacji barw. 

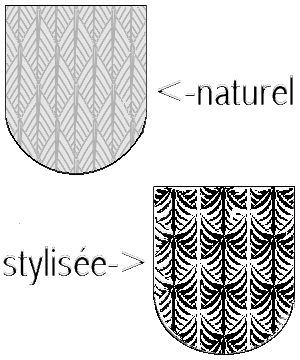
Plumeté
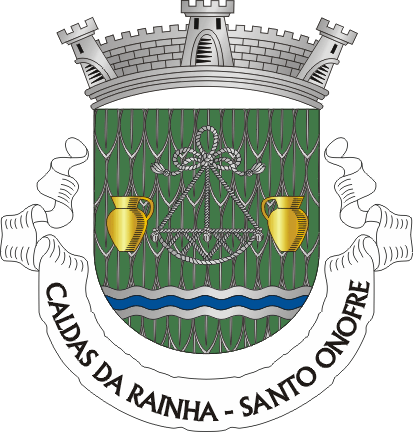
Zielone plumete w herbie portugalskiej gminy Santo Onofre
Złoto-czarne plumete w herbie francuskiej gminy Mérignies
Złoto-niebieskie plumete w herbie francuskiej gminy Bellonne

## Tkaniny
W zasadzie nie istnieje w heraldyce pojęcie tkaniny heraldycznej. Istnieją jednak dwa wzory pochodzące od (cennych) tkanin używanych we Francji do celów heraldycznych i traktowane jak futra.
Są to:

### Découpé
czyli skrawki czerwonego sukna poprzyczepiane na złotym tle przypominające kształtem nieco nieforemne rożki skierowane rogami ku górze.

### Paillé
czyli sukno – najczęściej zielone – ze złotym haftem przedstawiającym trzy obręcze połączone łańcuchami lub trzy wianki połączone gałązkami. Wewnątrz tych obręczy/wianków znajdują się lilie, lwy lub orły.  Ze względu na formę wykorzystuje się je wyłącznie do pokrywania podłużnych figur zaszczytnych lub heraldycznych.

Découpé czyli skrawki w herbie francuskiej gminy Anglure
Paillé czyli haft w herbie francuskiej rodziny Tesson

## Tworzenie nowych futer
Możliwe jest również tworzenie nowych futer poprzez łączenie (elementów) futer już istniejących.

Przykład połączenia dwóch futer, tu: papelone i ogonków gronostajowych w herbie francuskiej gminy Choue
A tu: vair i ogonków gronostajowych w herbie rodu Nasba

## „Nibyfutra“ czyli wzory o znamionach futer
Obok ww. istnieje cały szereg wzorów posiadających znamiona futer. Są to:
- Pokrycie. O pokryciu mówimy, gdy całe pole lub figura wypełnione są na wzór parkietu.

Pokrycie trójbarwną szachownicą w herbie Lwówka Śląskiego.
Pokrycie pola prawego deskami w pion w herbie Olszyny
Pokrycie pola stylizowanymi żołędziami w herbie Reszla

- Usłanie albo usianie. Wiele małych figur rozdzielonych, podobnie jak ogonki w futrze gronostajowym, może być obciętych u brzegu pola lub częściowo zakrytych przez inne figury.
Uwaga! czasami spotyka się figury towarzyszące czyli rozrzucone po polu. Nie posiadają one wtedy znamion futra (nie wykraczają poza brzeg ani nie mogą być zakryte).

Usłanie pola błękitnego liliami złotymi w herbie gminy Combronde
Usłanie pola błękitnego gwiazdami srebrnymi w herbie barona Guya-Victora Duperré(inne języki)
Usłanie błękitnego lwa liliami złotymi w herbie francuskiego miasta La Châtaigneraie

Nie posiada znamion futra; herb fińskiej gminy Kaustinen
Nie posiada znamion futra; herb szwedzkiej prowincji Gävleborg

- Spoinowanie. O spoinowaniu mowa gdy na polu lub figurze znajduje się siatka o pewnym wzorze. Najczęściej jest to tzw. murowanie.

Spoinowanie w mur (murowanie) w herbie Wawra
Spoinowanie w rauty w herbie Debrzna
Spoinowanie heksagonalne w herbie gminy Lelystad

- Zapełnienie. Zapełnienie to usłanie w którym figury stykają się ze sobą.

Lewe dolne ⅔ pola tarczy zapełnione zielono-czarnymi drzewami iglastymi w herbie austriackiej gminy Schattwald